# 安德里亞·貝內蒂
安德烈亚·贝内蒂, 1964年1月15日出生，是一位意大利艺术家，“新洞穴艺术宣言”（直译为“新穴居艺术”）的作者，该宣言于2009年在第53届威尼斯双年展的卡·弗斯卡里大学“自然与梦想”展馆中发布。

## 传记
安德烈亚·贝内蒂，1964年出生于博洛尼亚，是一位意大利视觉艺术家，他探索了多种艺术形式，包括绘画、摄影、艺术插画、装置和录像艺术。2006年，他撰写了《新洞穴艺术宣言》（直译为“新穴居艺术”），并于2009年在第53届威尼斯双年展上发布。
安德烈亚·贝内蒂的艺术灵感直接或间接地源自史前的早期艺术表现形式。从洞穴壁画中，贝内蒂吸收了风格和概念元素，重新诠释为现代形式。他的作品展示了动物和人形图案、几何和抽象形状，以及象征性地哲学性地将史前艺术与当代艺术联系起来的符号。
为了强调与绘画起源的深厚联系，艺术家使用真正的旧石器时代颜料创作了一系列作品，这些颜料与史前人类用来绘画的颜料相同，后来被费拉拉大学的考古学家发现。这些颜料经过认证并交给艺术家，以便它们能够在新画布上“重生”，象征着与原始艺术的延续。
2011年，贝内蒂通过在卡斯特拉纳洞穴的“拉格拉夫”洞穴内举办展览，进一步加强了这种与过去的联系，这次展览被称为“绘画回归洞穴”，象征性地将当代艺术带回其原始场所。
他的技术语言还包括使用香料、氧化物和其他稀释在水中的天然物质、油画颜料、石膏浮雕和涂鸦。
安德烈亚·贝内蒂的作品收藏在许多重要的博物馆和机构中，包括联合国、梵蒂冈、奎里纳尔宫和众议院。近期的展览包括：
- "新穴居绘画"（卡斯特拉纳洞穴，拉格拉夫洞穴，2011年）[15]
- "起源的色彩与声音"（博洛尼亚，阿库西奥宫，2013年）[16]
- "绘画的起源"（巴里大学，邮政宫，2014年）[17]
- "VR60768 · 人形图案"（罗马，众议院，2015年）[18][19]
- "当代史前史"（费拉拉大学，巴尼奥·图尔基宫，2016年）[20]
- "反对暴力的面孔"（博洛尼亚，阿库西奥宫，2017年）[21]
- "永恒的形态"（博洛尼亚，大区宫，2021年）[22][23][24]
- "威尼斯的色彩"（威尼斯，扎古里宫，2023年）[25]
- "史前波浪"（米兰，ArteAria空间，2023年）[26][27]

2020年，艺术家获得了博洛尼亚市颁发的第49届“金海神奖”。

## 博物馆和收藏
收藏安德烈亚·贝内蒂作品的博物馆和机构：
- 联合国艺术收藏（纽约, 美国) - 作品：“反对暴力”[29]
- 梵蒂冈艺术收藏（梵蒂冈) - 作品：“致卡罗尔·沃伊蒂瓦”[30]
- MACIA - 美国意大利当代艺术博物馆（圣何塞，哥斯达黎加) - 作品：“童年游戏”[31]
- 奎里纳尔宫艺术收藏 · 意大利共和国总统府 · （罗马 – 意大利） - 作品：“狩猎 VII”[32]
- 蒙特奇托里奥宫 · 意大利议会 · 众议院（罗马 – 意大利） - 作品：“1989年11月9日”[33]
- 里士满大学艺术收藏（里士满 - 美国） - 作品：“飞行”
- 费拉拉大学艺术收藏（费拉拉 – 意大利） - 作品：“波托·巴迪斯科人 I”[34]
- 巴里大学艺术收藏（巴里 - 意大利） - 作品：“带树的船”[35]
- MAMbo · 博洛尼亚现代艺术博物馆（博洛尼亚 – 意大利） - 作品：“莲花”[36][37]
- Museion · 博尔扎诺现代与当代艺术博物馆（博尔扎诺 – 意大利） - 作品：“原始本能 II”[38][39]
- 布宜诺斯艾利斯司法与人权部艺术收藏（布宜诺斯艾利斯 - 阿根廷) - 作品：“断铅笔”[40]
- CAMeC – 现代与当代艺术中心 – （拉斯佩齐亚 – 意大利） - 作品：“鹿洞”[41]
- 米凯蒂博物馆（弗兰卡维拉马雷 – 意大利） - 作品：“三论”[42]
- 奥斯瓦尔多·利契尼博物馆（阿斯科利皮切诺 – 意大利） - 作品：“猿人与动物 I”[43]
- 莱切市艺术收藏（莱切 – 意大利） - 作品：“一致性”[44]
- 贾科莫·卡萨诺瓦基金会艺术收藏（威尼斯 - 意大利） - 作品：“致贾科莫·卡萨诺瓦”[45]